# Georges Cadoudal

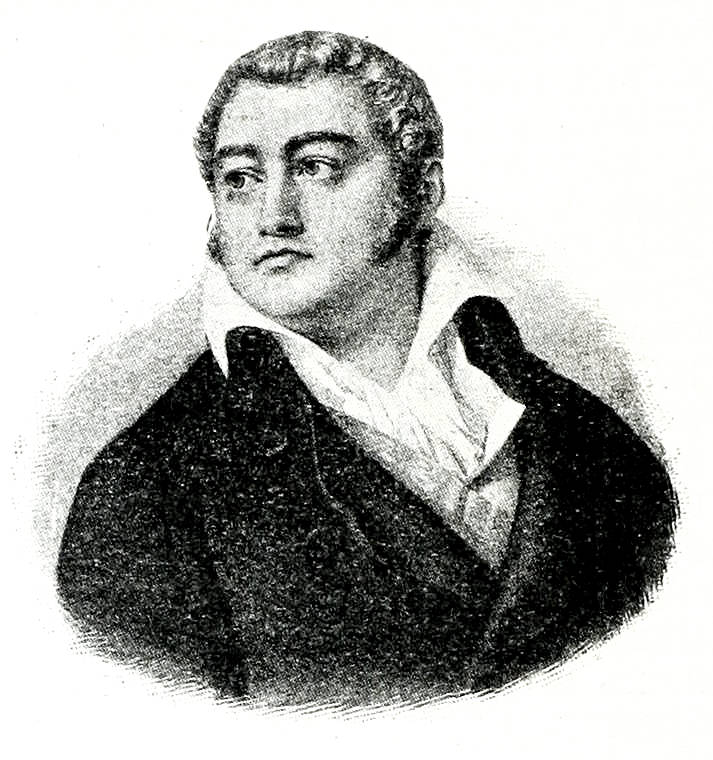
Georges Cadoudal.

Georges Cadoudal, född 1 januari 1771, död 25 juni 1804, var en fransk kontrarevolutionär.
Cadoual var av enkel härkomst men hade fått en god uppfostran. Han upptog 1793 som glödande anhängare av kyrkans och kungadömets sak mot den franska revolutionen en kamp, som han förde till sitt livs slut. Cadoudals förslagenhet och outtröttlighet gjorde honom till en av den franska kontrarevolutionens största hjältar. Han räknades snart som en av ledarna för chouanerna, och när flertalet kontrarevolutionärer 1795 efter de militära nederlagen tröttnat, organiserade han och Louis-Auguste-Victor de Ghaisnes de Bourmont det uppror, som 1799 var nära att besegra revolutionen. Napoleon Bonapartes statskupp minskade utsikterna, och besegrad av Napoleon måste Cadoudal 1800 fly till England, varifrån han koncentrerade sina ansträngingar på att ta livet att kejsaren. Han stod inte främmande för det 1801 gjorda försöket att med en helvetsmaskin bringa förste konsuln om livet, och 1803 begav sig själv tillsammans med general Jean-Charles Pichegru till Paris för att företa ett attentat mot Naopoleon. Detaljerna är inte kända, men försöket avslöjades och Cadoudal avrättades 1804.